# 高仇
高 仇（こう きゅう、? - 438年）は、高句麗の長寿王側近の将軍。高句麗の国姓である「高氏」であるため高句麗王族とみられる。

## 人物
北魏の攻撃により、北燕が滅んだことから、436年に北燕の第3代天王・馮弘は高句麗に亡命した。馮弘は、北豊城に居住したが、高句麗が冷遇していると不満をもち、宋と接触した。438年、宋は王白駒を派遣して馮弘を宋に連れ帰ろうとしたが、事態を察知した長寿王は、高句麗の将軍・孫漱と高仇に命じて馮弘と一族約10人を殺害した。その際、宋の将軍・王白駒の襲撃を受けて高仇は死亡した。